# محمد یوسفی خوش‌قلب
محمد یوسفی خوش‌قلب سرتیپ ارتش جمهوری اسلامی ایران است، که هم‌اکنون به‌عنوان معاون هماهنگ‌کننده و رئیس ستاد نیروی پدافند هوایی ارتش ایران فعالیت می‌کند.
وی از اواسط دهه ۱۳۹۰ تا ۱۳۹۷ فرماندهی منطقه پدافند هوایی جنوب‌شرق (خلیج فارس) را برعهده داشت، از ۱۳۹۷ تا ۱۳۹۸ به‌عنوان معاون عملیات قرارگاه پدافند هوایی خاتم‌الانبیا فعالیت می‌کرد، از ۱۳۹۸ تا ۱۴۰۱ معاون عملیات نیروی پدافند هوایی ارتش بود و از اسفندماه ۱۴۰۱ معاون هماهنگ‌کننده نیروی پدافند هوایی ارتش است. یوسفی خوش‌قلب در سال ۱۳۹۷ درجهٔ سرتیپ‌دومی و در سال ۱۴۰۲ درجه سرتیپی دریافت کرد.